# Ray (Ray Terrill)
The Ray (El Rayo es español y cuyo verdadero nombre es Raymond C. "Ray" Terrill) es un personaje ficticio, un superhéroe en el Universo DC Comics. Es el segundo personaje en usar el nombre en clave Ray. Ray Terrill apareció por primera vez en The Ray #1 (febrero de 1992) y fue creado por Jack C. Harris y Joe Quesada.
Ray Terrill apareció en el cuarto evento cruzado anual Arrowverso de The CW con Arrow, The Flash, Legends of Tomorrow y Supergirl titulado "Crisis on Earth-X". Fue interpretado por Russell Tovey, quien también daría voz al personaje en la serie de CW Seed Freedom Fighters: The Ray. Tovey regresó en un cameo en el evento cruzado Crisis on Infinite Earths.

## Historial de publicación
Es una idea errónea común que Ray Terrill fue creado por Christopher Priest y Howard Porter, que fueron el equipo creativo de larga data en su libro en solitario. Mientras que Priest tuvo una participación en la creación de Ray del editor Jim Owsley, la miniserie de debut de Ray fue creada por Jack C. Harris y Joe Quesada.

## Biografía de personaje

### Orígenes
Desde muy temprana edad, su supuesto padre le dice a Raymond Terrill que la exposición directa a la luz solar lo matará. Por su educación privada en su casa con ventanas y un entorno oscurecido, los medios lo apodan "Night Boy". A la edad de dieciocho años, Ray descubre la verdad sobre su herencia en el lecho de muerte de su padre, "Happy" Terrill (el primer Ray). El moribundo admite que él era Ray de la Edad de Oro, y que la exposición a la luz solar activará sus poderes basados en la luz. De niño no habría podido controlar ese poder y, por lo tanto, debía mantenerse en la oscuridad.
En el funeral de "Happy" Terrill, Ray se encuentra con su primo, Hank, quien lo insta a convertirse en un superhéroe como su padre. Cuando se niega, "Happy" se muestra frente a él, en su traje clásico de Ray y parece mucho más joven de lo que debería, para encontrarse con su hijo. Él le dice a Raymond que de hecho fue criado por su tío, Thomas Terrill, y que debe usar sus nuevos poderes para salvar a la Tierra de una poderosa entidad de luz cósmica. Raymond finalmente decide tomar el manto de "The Ray", derrota al Dr. Polaris y logra disuadir a la entidad de la luz de su destructivo propósito.
Justice League Task Force

### Liga de la Justicia
Las aventuras de Ray continúan, llevándolo a la batalla con villanos como Brimstone, Neron y Vándalo Salvaje. Después de la muerte de Superman, Ray es reclutado en la Liga de la Justicia  por aproximadamente un año de servicio. Durante este tiempo, Ray tiene un breve romance con Canario Negro. Su permanencia en la Liga se lleva a cabo ya que el equipo se dividió en diferentes facciones, una dirigida por Mujer Maravilla, que se remitió sistemáticamente al mandato de las Naciones Unidas y la otra, más categórica, del Capitán Átomo. Ray estaba presente cuando el Señor Supremo mato a otro miembro de la Liga, provocando una serie de salidas de miembros y significando el final de la Liga operando de cerca con la ONU Ray se le pide unirse a las filas Justice League Task Force, liderada por el Detective Marciano. Con la Task Force, el compartió una serie de aventuras, incluido el enredo repetido con Vándalo Salvaje. Ray finalmente comenzó a ver a los miembros de su equipo de trabajo Gitana y Triumph como una familia y vio al Detective Marciano en un papel más paternal que su papá real. Esto fue complicado por los frecuentes conflictos de liderazgo de Triumph con el Marciano. Aunque los propios problemas de Ray (como se muestra en su serie en solitario que se ejecutó al mismo tiempo Task Force) lo obligaron a abandonar el equipo, eventualmente partiría para ayudarlos en su última misión fuera del mundo para ayudar al robot L-Ron que estaba habitando Despero cuerpo. La última aventura de la Fuerza de Tarea de la Liga de la Justicia implicó su viaje al centro de la Tierra y al Skartaris, el mundo del Señor de la Guerra. El cuerpo de Ray fue tomado por un místico y usado contra el equipo hasta que fue liberado por sus amigos.

### Serie Solo
Su propio cómic mensual de Ray, escrita por Christopher Priest y elaborado principalmente por Howard Porter, corrió para #28 números entre 1994 y 1996. En esta serie de rayos enfrenta a varios villanos y antihéroes, incluyendo una salida de control de un niño con poderes similares a Ray (quien resulta ser su medio hermano, Joshua), y un villano de juegos de computadora conocido como Death Masque que de alguna manera se ha convertido en una realidad. Su relación con su padre se ha tensado varias veces al descubrir el alcance de la veta manipuladora de Happy y los engaños bien intencionados que había perpetrado con respecto a su propia familia. Cuando Triumph, haciendo caso omiso de las órdenes del Detective Marciano, se niega a ayudar a Ray a enfrentarse con Death Masque, Ray va hacia Vándalo Salvaje en busca de ayuda. Salvaje entrena a Ray por un tiempo, utilizando su pequeña destreza con las computadoras y otorgando a Ray una alta posición. Cuando Death Masque se dirige hacia la madre de Ray, él se las arregla para volver a programar y luego destruir al villano computarizado para siempre. Una mujer que dice ser la novia de Ray en el futuro ataca brutalmente a Salvaje para mostrarle a Ray, que había empezado a pensar en Salvaje en términos casi amistosos, que Salvaje le robó partes del cuerpo a sus muchos descendientes cada vez que resultó gravemente herido. Esto lleva a Ray a cortar sus lazos con Salvaje. Cuando la madre de Ray descubre que todavía está vivo (Happy la llevó a creer que Ray murió al dar a luz) comparten una feliz reunión. También se enfrenta a atisbos de un posible futuro desagradable que puede haber evitado por la conclusión de la serie.
Después de la disolución del JLTF para dar paso a la recién formada JLA, Ray mantiene un estatus de miembro de reserva de la Liga de la Justicia, pero rara vez se lo ve en las publicaciones de DC Comics durante varios años. Ray también se une a otro equipo, los Héroes Olvidados, dirigido por Hombre Resurrección. Reunidos para derrotar a Vándalo Salvaje, el equipo finalmente se disuelve y Ray, presumiblemente, continúa una carrera de héroe solo.
En el incidente de La Noche Final, Ray participa en hacer un segundo sol para tratar de engañar al Sun-Eater. También vigila personalmente una pequeña ciudad mexicana, utilizando sus poderes para asegurarse de que esté suficientemente caliente. Esta tarea consume la mayor parte del poder de Ray hasta que colapsa, agotado. Un beso proporcionado por Fuego le da suficiente poder para rejuvenecer a Ray y con la ayuda de Zatanna y Firestorm, el destino de la ciudad está asegurado.
Alrededor de este tiempo, el demonio Neron se acerca a él y trata de ganarse su alma. Neron, a pesar de estar mucho más allá de los conceptos de género, tiene que recurrir a pretender ser la villana Circe, ya que parte del plan incluye un beso y Ray llega a creer que ha besado a un chico. Al final, Ray no cumple su parte del trato y no pierde su alma.
Ray más tarde toma parte en salvar el universo contra el poder de una antigua arma ultra poderosa llamada Mageddon. Después de esto, Ray aparece en una fiesta de reclutamiento de Los Jóvenes Titanes en Los Ángeles. A pesar de que se une a la Liga de la Justicia de Linterna Verde durante la crisis de las "Ligas de la Justicia" (en la que cada miembro forma su propia liga menor), pronto vuelve a aventurarse por su cuenta.
En la lucha contra Imperiex durante el Crossover DC's Our Worlds at War, se recurre a Ray como miembro de reserva de la JSA. En su misión, Ray, junto con varios otros "Combatientes de la Libertad" modernos, luchan por liberar al pueblo daxamita capturado de su encarcelamiento. Aunque Ray está gravemente herido en la batalla, el equipo tiene éxito en su misión y Ray sana rápidamente.

### Justicia Joven
Ray se une a la Young Justice después de salvar la vida de un niño mientras el equipo monta un tranvía a F.D.R. Isla. Él está con el equipo durante el asalto a Zandía en nombre de la Emperatriz y utiliza todo su suministro de energía para asestar un golpe devastador contra la Vampira Lady Zand. Con el interés de expandir la Young Justice, la líder Wonder Girl acuerda hacer que el equipo forme parte de un reality show de televisión. Esto falla cuando Secret, habiendo sido corrompido, se vuelve en contra de la Young Justice y el video se transmite en internet. Después de que Darkseid destituye a Secret, Ray deja el equipo que se disuelve poco después de la muerte de Donna Troy. Poco después, se encuentra con "los Hombres de ninguna parte", los inventos mortales de la imaginación de un escritor accidentalmente cobran vida. Con el objetivo de acabar con la individualidad del mundo, los Hombres de ninguna parte comienzan atacando a los superhéroes. Usan haces que causan un tipo de "animación suspendida". Ray queda atrapado en uno de estos rayos, junto con Hombre Elástico y una nueva Major Victory. Después de una larga batalla con Superman, los Hombres de ninguna parte son derrotados y Ray y los demás son liberados.

### Combatientes de la Libertad y Crisis infinita
Ray se une a la reserva de la JSA para ayudar a contener el daño causado por el Trío de villanos Mordru, Obsidian y Eclipso. Luego se une a un nuevo equipo de Combatientes de la Libertad patrocinado por el gobierno. Sin embargo, los Combatientes de la Libertad son emboscados y muchos de los miembros del equipo son asesinados por la Sociedad Secreta de supervilanos. El villano Dr. Luz es el miembro de la Sociedad que logra capturar a Ray vivo. Mientras es arrastrado por el Psycho Pirate, Terrill apenas consciente escucha que Luthor (Alexander Luthor Jr. de Tierra-3) lo necesita vivo. Ray es capturado por el plan maestro de Alexander, pero luego escapa durante la batalla en el ártico junto con Power Girl, Breach, Lady Quark y todos los demás prisioneros unidos a la torre de alteración de la realidad creada a partir del cadáver del Antimonitor. Allí Ray deduce que fue Psycho Pirata el responsable de manipular a Bizarro para que golpeara a la Bomba humana hasta la muerte. Antes de lograr usar sus poderes de alteración emocional en Ray y Power Girl, el Psico-Pirata es asesinado por el enfurecido Adán Negro.

### 52
Durante la semana 1 de 52, Ray se encuentra con una Canario Negro desbordante mientras varios héroes de todo el mundo se ven por primera vez desde Crisis infinita. Ray también formó parte del gran equipo de súper héroes comandados por Alan Scott para luchar contra Adán Negro, que en ese momento estaba amenazando a China.

### Un año después
Al comienzo del evento One Year Later de DC, se desconoce el paradero de Ray Terrill. En la historia de Superman: Up, Up and Away!, Ray intenta volver a utilizar a un Superman debilitado junto con el Dr. Luz, sin éxito.
Ray finalmente regresa a la acción en el Uncle Sam and the Freedom Fighters. Con un nuevo disfraz, se encuentra y derrota al traicionero Stan Silver, que se ha tomado el nombre de "Ray". Ray Terrill luego se une a los nuevos Combatientes de la Libertad. Aunque capturado por el villano Red Bee, Ray y el resto de los combatientes eventualmente logran volver las tornas sobre los invasores insectos alienígenas, derrotándolos. Para lograr esto, el padre de Ray, Happy, bebió del oasis en el desierto de Neon, aumentando enormemente sus propios poderes y llevando a Happy a tomar el nombre de Neon. Ray y Happy se muestran más tarde en un juego de béisbol, tratando de reconciliar su relación.

### Crisis final
El Ray se convirtió en una parte importante de la resistencia contra Darkseid y sus Justificadores. Actuó como mensajero debido a su capacidad de escapar de los poderes de la Ecuación Anti-Vida y emitió los problemas del Daily Planet que aún se producen desde la Fortaleza de la Soledad de Superman. Cuando los Justificadores atacaron la Torre de Vigilancia de la Liga de la Justicia, Ray se convirtió en una onda transportadora capaz de teletransportar a la mayoría de la gente de allí, aunque Flecha Verde optó por quedarse atrás para dales más tiempo. Más tarde logró crear un Emblema de Metrón en la Tierra, lo que interrumpió severamente la transmisión Anti-Vida y dañó la operación de Darkseid lo suficiente como para paralizarlo en serio.

### Blackest Night
Durante el evento Crossover Blackest Night, Ray logró capturar un anillo de energía Linterna Negra en una jaula de luz, a instancias de Simon Stagg, y lo llevó a un laboratorio subterráneo para su examen. El laboratorio fue atacado por un enjambre de Linternas Negras. Ray fue visto por última vez luchando contra varios Linternas Negras de temática occidental, incluidos el Súper Jefe fallecido y Scalphunter. Después de ordenar a los otros seres humanos vivos fuera de la línea de fuego, Ray lanzó suficiente poder para derribar el complejo subterráneo. A pesar de esto, ninguno de los dos humanos para el cual buscaba hacer tiempo, logró escapar de la ciudad con vida. Su condición era, en ese momento, desconocida, sin embargo, desde entonces apareció vivo e ileso.

### Outsiders
Al escapar de una fuerza de ataque hostil, Black Lightning, Metamorfo y Owlman se ven obligados a refugiarse en la base secreta de Simon Stagg, que se había visto parcialmente destruida durante el ataque de los Linternas Negras. Después de una pelea inicial con el tren de carga de empleados de Stagg, Metamorfo es atacado más tarde por el criado de Stagg, Java, y se fusionó con la monstruosidad química Chemo. Después de que Owlman y Freight Train derrotan a Chemo, se ponen en contacto con Stagg que envía a Ray, para ayudar a separar Metamorfo de Chemo, aunque Ray confiesa que no tiene idea de cómo Stagg sabía de la condición de Metamorfo.

### El Tío Sam y los Combatientes de la Libertad
A lo largo de todo esto, Ray permaneció afiliado con el Tío Sam y los Combatientes de la Libertad mientras continuaban luchando por Estados Unidos contra amenazas como Living América, una ruptura de prisión sobrehumana y Jester y los Arcadianos. Finalmente, el equipo fue desintegrado por el único enemigo que no pudieron combatir: los recortes del gobierno.

### DC Renacimiento
Al igual que la versión anterior del personaje, a la versión de DC Rebirth de Ray Terrill se le dijo que una exposición a la luz solar directa lo mataría. Huyendo de su hogar cuando era adolescente, pronto descubrió que la exposición a la luz le otorga superpoderes basados en la luz, incluidos el vuelo, la proyección de luz y la invisibilidad. Ray finalmente se instala en Vanity, Portland (anteriormente visto con Aztec) donde salva a un amigo de la infancia de un grupo de supervillanos. Esta versión de Ray es abiertamente Gay. Posteriormente es reclutado en la nueva Liga de la Justicia de Estados Unidos de Batman, que incluye a El Átomo, Vixen, Canario Negro, Killer Frost y Lobo.

## Poderes y habilidades
Ray absorbe, almacena y procesa la luz. Usando su energía para volar y crea ráfagas destructivas de radiación. Su capacidad de energía es prácticamente ilimitada. Es capaz de manipular la luz para crear ilusiones y construcciones de luz sólida, así como para hacerse invisible a sí mismo y a los demás. Él puede convertir su cuerpo en cualquier longitud de onda del Espectro EM.
Bajo esta forma, no puede sufrir ningún daño físico (como se demostró cuando Lobo golpeó a Ray a través de su cráneo). Este proceso también puede usarse para "restablecer" el daño que ha sufrido su forma física (visto en la historia "Ray recibe un disparo en la cabeza" donde una bala se alojó en la base de su cráneo. Ray fue informado por los médicos que estaría paralizado desde el cuello hacia abajo, pero después de pasar a su forma de energía, el daño se curó al instante). Como energía pura, puede viajar a la velocidad de la luz y cruzar el espacio sin ayuda.
Además de sus súper poderes, Ray es también uno de los programadores informáticos más hábiles de la UDC, y las historias que se establecen en el futuro del universo DC sugieren que tiene la capacidad de convertirse en un hombre de negocios consumado.

## Otras versiones
- Una versión futura de Ray (conocido como Black Ray) apareció en Teen Titans #53, como miembro de Titans Tomorrow.[19]
- Un Ray más viejo aparece en Kingdom Come, y es instrumental para curar a Kansas de la radiación y los sobrevivientes de la enfermedad por radiación.
- En Countdown: Arena, el Pastiche de Superman basado en la luz, Apolo, se asigna como un análogo de universo alternativo de Ray.

## En otros medios

### Arrowverso
Ray Terrill/Ray aparece en un set de medios en Arrowverso, interpretado por Russell Tovey. Esta versión proviene de Tulsa, Oklahoma en la Tierra-1, pero fue transportado a la Tierra-X, donde recibió sus poderes de su homólogo moribundo de la Tierra-X, se unió a los Freedom Fighters en la lucha contra los New Reichsmen y entró en una relación con Citizen Cold.
- - Apareciendo por primera vez en el evento cruzado de acción en vivo "Crisis on Earth-X", une fuerzas con héroes de Tierra-1 y Tierra-38 para derrotar a los New Reichsmen. A pesar de que se le ofreció regresar a Tierra-1, Terrill elige quedarse para derrotar a los restos del New Reichsmen.
  - Terrill aparece en la serie animada precuela de CW Seed Freedom Fighters: The Ray, con la voz de Tovey.[20][21]
  - Tovey hace una aparición no acreditada en el evento cruzado de acción en vivo "Crisis on Infinite Earths".

### Varios
- Ray Terrill / Ray aparece en el número 17 del cómic vinculado a Liga de la Justicia Ilimitada.